# Radiotelevisione Svizzera
Radiotelevisione svizzera di lingua italiana, vaak afgekort als RSI, is de Italiaanstalige publieke omroep van Zwitserland. Het maakt deel uit van het samenwerkingsverband SRG SSR. De RSI heeft haar voornaamste gebouwen in Lugano (in de wijk Besso, voornamelijk gebruikt voor radio-uitzendingen) en in Comano (Zwitserland) (voornamelijk voor televisie en centrale administratie).

## Geschiedenis
De Radiotelevisione Svizzera komt oorspronkelijk voort uit Radio Monte Ceneri. De omroep maakt sinds 1933 deel uit van de overkoepelende Zwitserse omroep SRG SSR. In de jaren dertig van de twintigste eeuw was het de enige Italiaanstalige radiostation zonder censuur van de Italiaanse fascisten.
Ook in het noorden van Italië werden zenders goed bekeken en beluisterd in de jaren 70, sinds de zendmasten van de RAI die plekken niet konden bereiken.
In 1997 kreeg de RSI een tweede televisiezender erbij: TSI 2, waardoor de zender TSI moest worden vernoemd naar TSI 1. Later werden de zenders hernoemd tot RSI La 1 en RSI La 2.
Elsa Franconi-Poretti was lange tijd correspondente voor de RSI in Parijs.

## Kanalen

### Radiozenders
- Rete Uno
- Rete Due
- Rete Tre

### Televisiezenders
- RSI La 1
- RSI La 2